# Омельченко Світлана Іванівна
Світлана Іванівна Омельченко  (7 вересня 1928, Київ — 24 жовтня 2005, Київ) — українська науковиця-хімікиня, доктор хімічних наук в галузі хімії високомолекулярних сполук, професор.

## Життєпис

Надгробок Світлани Омельченко, Байкове кладовище

Світлана Іванівна Омельченко народилася 7 вересня 1928 р. у м. Київ. У 1937 р. разом з батьками переїхала в с. Кийму Есильського району Акмолінської області. Після закінчення десятирічної школи впродовж 1946—1947 рр. вона працювала вчителькою молодших класів середньої школи № 1 1 м. Акмолінська. 
З 1947 до 1952 р. С. І. Омельченко — студентка хіміко-технологічного факультету політехнічного інституту імені С. М. Кірова (м. Свердловськ) кафедри технології органічного синтезу. Після закінчення інституту залишилась на цій же кафедрі як аспірантка і у 1956 р. захистила дисертаційну роботу на здобуття вченого ступеня кандидата хімічних наук. 
3 1956 р. працювала старшим науковим співробітником хімічної лабораторії Свердловського інституту антибіотиків. У 1958 р. за конкурсом перейшла на роботу в Уральське відділення науково-дослідного інституту залізничного транспорту на посаду старшого наукового співробітника лабораторії полімерів. 
З 1960 до 1963 р. працювала в м. Донецьку в Українському науково-дослідному інституті пластмас спочатку на посаді начальника лабораторії поліефірних смол, пізніше виконуючим обов'язки заступника Директора з наукової роботи та виконуючим обов'язки директора інституту. 
У травні 1974 р. Світлана Іванівна захистила дисертаційну роботу за темою ,,Сложные олигоэфиры и полимеры на их основе" на здобуття вченого ступеня доктора хімічних наук. У 1981 р. їй присуджено наукове звання професора.
З 1963 до 1999 р. С. І. Омельченко працювала в Інституті хімії високомолекулярних сполук НАН України старшим науковим співробітником (1963 р.), завідувачкою лабораторії (1965 р.), завідувачкою відділу хімії сітчастих полімерів (1965 р.).
У 1999 році вийшла на заслужений відпочинок. Померла на 78-му році життя 24 жовтня 2005 року. Похована на Байковому кладовищі (ділянка № 43а).

## Науковий доробок
С. І. Омельченко — відомий вчений-хімік у галузі високомолекулярних сполук, зокрема, провідний фахівець в області антикорозійних покриттів і лакофарбових матеріалів. Її науковій діяльності притаманний комплексний підхід при вирішенні проблем формування сітчастих полімерів, що охоплює синтез вихідної олігомерної сировини, зокрема естерної, епок- сидної і кремнійорганічної природи, вивчення механізму формування полімерних сіток в його хімічному і структурному аспектах, встановлення зв'язку між хімічним складом, структурою і властивостями отриманих плівкотвірних полімерів. 
Великий обсяг робіт присвячено встановленню особливостей процесів формування плівкотвірних поліуретанів у тонкому шарі на поверхні різних субстратів і під дією різних факторів, а також їх модифікації органічними та кремнійорганічними сполуками. Велика увага приділялась розробці принципів створення рецептур антикорозійних покриттів і лакофарбових матеріалів для конкретних галузей споживання. При цьому слід відмітити її тісний зв'язок з промисловими підприємствами в плані вирішення їхніх нагальних потреб. З урахуванням тенденції розвитку хімічного виробництва нею зроблено значний внесок у розробку наукових основ створення водних антикорозійних плівкотвірних композицій.

## Науково-суспільна діяльність
С. І. Омельченко брала активну участь у громадській та науково-організаційній діяльності, була членом комісії з прискорення впровадження полімерних матеріалів у народне господарство, заступником голови секції лакофарбових і полімерних покриттів Республіканської Міжвідомчої ради з корозії та антикорозійного захисту металів, членом спеціалізованої ради при ІХВС НАН України з присудження вченого ступеня доктора наук, членом проблемної ради з високомолекулярних сполук при АН УРСР, членом редколегій журналів «Химическая технология», «Композиционые полимерные материалы» та інших наукових видань. 
С. І. Омельченко систематично виступала з лекціями та науковими доповідями. Розвиток очолюваного С. І. Омельченко наукового напряму був нерозривно пов'язаний з вихованням кадрів високої кваліфікації. Серед її учнів — 15 кандидатів наук.

## Грамоти та нагороди
За її лекційну діяльність неодноразово була відмічена грамотами Президії АН УРСР і товариства ,,Знання". За високі заслуги та успіхи в науковій роботі Світлана Іваніва Омельченко нагороджена медаллю ,,За доблестный труд" і Грамотою Президії Верховної Ради УРСР. Результати впровадження наукових розробок С. І. Омельченко відмічені медалями ВДНХ СРСР та УРСР.

## Вибрані праці
Всього понад 200 наукових робіт і 57 авторських свідоцтв СРСР на винаходи. С. І. Омельченко — автор 4 монографій.

### Монографії
- 1. Омельченко С. И. Сложные олигомеры и полимеры на их основе.- Киев: Наук. Думка, 1976.- 216 с.
- 2. Омельченко С. И., Кадурина ТИ. Модифицированные полиуретаны — Киев: Наук. Думка, 1983. 228 с.

### Патенти
- 3. Спосіб одержання полімерної композиції для електроосадження Омельченко С. І., Несмеянова Т. А., Сирота Л. А., Дейнега Ю. Ф. Патент на винахід

Бюл № 5 2003
- 4. Поліуретанова емаль Омельченко С. І., Скринченко Р. М., Кадуріна Т. І., Лаєвська Л. І. Авторское свидетельство СССР № 1161528, 23.04.1992 бюл 15
- 5. Полімерна композиція для покриттів Кадуріна Т. І., Скринченко Р. М., Омельченко С. І. опубл. 30.06.1997 бюл. № 3

### Статті
- 1. Kadurina, T. I., Prokopenko, V. A., & Omelchenko, S. I. (1992). Curing of epoxy oligomers by isocyanates. Polymer, 33(18), 3858-3864. https://doi.org/10.1016/0032-3861(92)90373-5
- 2. Kadurina, T. I., Prokopenko, V. A., & Omelchenko, S. I. (1986). Studies of interactions in oligomeric epoxy resin-isocyanate systems. European polymer journal, 22(11), 865—870. https://doi.org/10.1016/0014-3057(86)90062-5
- 3. Omel'chenko, S. I., Tryhub, S. O., & Laskovenko, N. M. (2001). Prospects of investigation and production of waterborne paintwork materials. Materials Science, 37(5), 790—801. https://link.springer.com/article/10.1023/A:1015004711298 [Архівовано 5 червня 2018 у Wayback Machine.]
- 4. Kuznetsova, V. P., Lemeshko, V. N., & Omel'chenko, S. I. (1998). Polyether-urethanes modified with vinyl copolymer and organosilicon compounds. Russian journal of applied chemistry, 71(3), 494—496.